# Limenitis canina
Limenitis canina är en fjärilsart som beskrevs av Hans Fruhstorfer 1915. Limenitis canina ingår i släktet Limenitis och familjen praktfjärilar. Inga underarter finns listade i Catalogue of Life.